# Angiostrongylose
 Mise en garde médicale
L'angiostrongylose est une maladie parasitaire transmise par le nématode Angiostrongylus cantonensis, parasite du rat.
La contamination de l'homme se fait par consommation d’hôtes intermédiaires du parasite, crus ou insuffisamment cuits (escargots, crevettes d’eau douce, crabes de mangrove, ...). La contamination est également possible par contact direct ou indirect avec la bave de l’escargot géant africain (Achatina fulica, espèce présente dans la plupart des régions intertropicales du globe).
La prévention repose sur l’éducation alimentaire (abstention de la consommation de certains plats exotiques à base de poissons ou d’invertébrés crus ou peu cuits et/ou de crudités), et l'attention en particulier aux très jeunes enfants, susceptibles de se contaminer en portant des escargots à la bouche.
Chez l'homme, cette maladie, retrouvée en Chine et dans le Pacifique,, provoque, après une incubation muette qui dure 2 à 3 semaines, une méningite à éosinophiles, méningo-encéphalite et paralysie des nerfs crâniens. L'éosinophilie sanguine est augmentée à 30 %. 
L'évolution se fait presque toujours vers la guérison sans séquelles en quelques semaines, mais la maladie peut néanmoins entraîner la mort par complications neurologiques dans de rares cas. Ainsi, en 2010, un patient australien serait devenu tétraplégique après avoir ingéré une limace porteuse d'Angiostrongylus cantonensis. Il est décédé en 2018.
Il n'y a pas de traitement spécifique.